# Talalaivka (huyện)
Huyện Talalaivka (tiếng Ukraina: Талалаївський район, chuyển tự: Talalaivkas’kyi raion) là một huyện của tỉnh Chernihiv thuộc Ukraina. Huyện Talalaivka có diện tích 633 km², dân số theo điều tra dân số ngày 5 tháng 12 năm 2001 là 16726 người với mật độ 26 người/km2. Trung tâm huyện nằm ở Talalaivka.